# Ngoring
Ngoring (tibetsky: མཚོ་སྔོ་རེངས། mCcho Ngoreng, čínsky: 鄂陵湖 , pinyin: èlíng hú, česká transkripce: E-ling chu) je jezero na severovýchodě Tibetské náhorní plošiny v provincii Čching-chaj v ČLR. Je 40 km dlouhé a 30 km široké. Leží v nadmořské výšce 4237 m.

## Vodní režim
Přes jezero protéká Žlutá řeka na svém horním toku. V těsné blízkosti jezera Ngoring leží jezero Gyaring.

## Fauna
Je bohaté na ryby.

## Historie
Poprvé bylo prozkoumáno ruským cestovatelem N. M. Prževalským v roce 1894.